# Tachina flavifrons
Tachina flavifrons là một loài ruồi trong họ Tachinidae.